# Жамбылский сельский округ (Жамбылский район Алматинской области)
Жамбылский сельский округ (каз. Жамбыл ауылдық округі) — административная единица в составе Жамбылского района Алматинской области Казахстана. Административный центр — село Жамбыл. 
Население — 4393 человека (2009; 4160 в 1999, 3944 в 1989). 
По состоянию на 1989 год существовал Жамбылский сельский совет (сёла Бирлик, Джамбул, Кызыласкер, Кокозек). 

## Административное устройство
| Населённый пункт     | Старое название | Население, человек (1989) | Население, человек (1999) | Население, человек (2009) |
| -------------------- | --------------- | ------------------------- | ------------------------- | ------------------------- |
| Бирлик, село         | -               | 325                       | ▼241                      | ▲574                      |
| Жамбыл, село         | -               | 2802                      | ▲2986                     | ▼2658                     |
| Кызыласкер, село     | -               | 311                       | ▲364                      | ▲576                      |
| Сауырык батыра, село | Кокозек         | 506                       | ▲569                      | ▲585                      |